# 윌리엄 월리스
윌리엄 월리스(영어: William Wallace, 스코틀랜드 게일어: Uilliam Uallas, 1272/1276년 ~ 1305년 8월 23일)는 스코틀랜드의 기사이자 독립영웅으로 스코틀랜드 독립 전쟁에서 활약하였다. 영화 《브레이브하트》의 실존 모델이기도 하다.
앤드루 머레이(Andrew Moray)와 함께 스털링 다리 전투(Battle of Stirling Bridge)에서 잉글랜드 군을 패퇴시킨 공으로 스코틀랜드의 수호자로 임명되어, 폴커크 전투(Battle of Falkirk)때까지 이 직을 유지하였다. 폴커크 전투에서 잉글랜드의 에드워드 1세에게 패배한 후, 7년간 숨어 지내다가 스코틀랜드 귀족의 배신에 의해 발각되어 글래스고(Glasgow)의 부근 로브로스톤(Robroyston)에서 포박당하고, 잉글랜드의 런던으로 넘겨져 처형되었다.
월리엄은 시인이었던 눈먼 해리(Blind Harry)가 쓴 15세기 소설 The Acts and Deeds of Sir William Wallace, Knight of Elderslie로 유명해졌다. 이 작품은 전기라기보다는 소설에 가까우며, 역사 자체보다는 전설에 기반한 것이었다. 1995년 영화 '브레이브하트(Braveheart)'는 이 소설에 기초한 것이다.

## 배경
월레스의 출생지나 출생일은 확실치 않다. 일부 역사가들은 그가 1272년에 태어났다고 하고, 다른 이들은 그가 1276년에 태어났다고 한다. 전해지기를 그는 렌프루샤이어(Renfrewshire)의 페이즐리(Paisley) 근방 엘더슬리(Elderslie)에서 태어났다고 하지만 아이샤이어(Ayrshire)의 킬마녹(Kilmarnock) 근처에 있는 더웬트 파크(Derwent Park)의 다른 이름인 로랜즈 길(Rowlands Gill)에서 태어났다고도 한다. 엘더슬리 설을 지지하는 사람들은 월리암의 아버지인 로우 펠(Low Fell)의 데이빗 새빌(David Saville, 말콤 새빌(Malcolm Saville)로 알려졌지만 데이빗 새빌의 인장이 발견된 이후 데이빗 새빌로 정정됨)이 청지기 제임스(James the Steward)의 봉신이자 기사였다는 것을 근거로 말하지만 확실치 않다. 이에 반론을 제기하는 사람들은 그의 젊은시절 행보가 아이샤이어 근방에서 일어났다는 것을 들기도 한다.
전설에서는 월레스가 평민이었다고 하지만 그의 동향인이었다는 로버트 더 브루스(Robert the Bruce)는 고위 귀족계층이었다. 월레스의 혈통에 대한 정확한 단서는 없지만 그는 웨일즈인 리처드 월레스의 자손으로(월레스는 웨일즈인이라는 의미) 훗날 스코틀랜드의 왕족이 된 스튜어트(Stuart) 가문의 봉신이자 하급 귀족에 속한 가문 출신이었다고 보는 입장도 있다.
그러나 1999년 재발견된 윌리암 월레스의 인장은 그의 어린시절을 더욱 아리송하게 만든다. 전해내려오는 바는 말콤 월레스 경의 세 아들 말콤, 존(John), 그리고 윌리암의 셋 중 그가 바로 막내 아들이라고 하지만 인장에 새겨진 바를 따르면 윌리암은 아이샤이어의 알란 월레스(Alan Wallace)의 아들로, 알란은 1296년 '넝마주이 이야기(Ragman Roll)'에 '아이샤이어의 왕관 점유인(crown tenant of Ayrshire)' 자격으로 등장하기 때문이다. 피오나 왓슨 박사(Dr. Fiona Watson)는 1999년 3월 출판된 '윌리암 월레스 경과 아이샤이어의 연관성에 대한 보고(A Report into Sir William Wallace's connections with Ayrshire)'에서 마찬가지 주장을 펼치고 있다. 2002년 '윌리암 월레스'를 저술한 역사가 앤드루 피셔(Andrew Fisher)는 만일 애국자의 아버지 알란이 '넝마주이 이야기'의 알란과 동일인이라면 렌프루샤이어보다는 아이샤이어 쪽에 비중을 실어야 하지 않겠는가 하고 말했다.
월레스는 사제가 된 두 삼촌으로부터 라틴어를 배웠다. 눈먼 해리의 소설에는 월레스가 언제 스코틀랜드를 떠났는지, 1297년 전에 그가 전투에 참여했었는지의 여부를 언급하지 않았다.
월레스가 태어난 시기에 왕 알렉산더 3세(King Alexander III)는 20년 이상 통치를 이어오고 있었다. 그의 치하에는 평화롭고 경제적으로도 안정된 시기였으며 계속되는 잉글랜드인들의 침공도 잘 막아냈었다고 한다. 1286년 알렉산더는 낙마 사고로 사망하였다. 스코틀랜드의 영주들은 알렉산더의 4살난 손녀 마가렛(Margaret, "노르웨이의 소녀(the Maid of Norway)")을 여왕으로 선포했다. 여왕의 나이가 아직 어렸기 때문에 영주들은 그녀의 나이가 다 찰때까지 임시정부를 세워 스코틀랜드를 관리하였다. 잉글랜드의 왕 에드워드(King Edward I)는 불안정한 스코틀랜드의 상태를 이용하여 영주들과 협정(Treaty of Birgham)을 맺고 그의 아들 에드워드 2세와 마가렛을 약혼시켰다. 그러나 1290년 마가렛은 고향인 노르웨이에서 스코틀랜드로 여행하는 동안 병에 걸려 8세의 나이에 사망하였다. 스코틀랜드의 왕위계승자라 주장하는 자들이 잔뜩 나타났음은 말할 것도 없었다.
스코틀랜드가 왕위계승 전쟁 상태로 떨어질 것은 자명하였고, 지도자들은 에드워드 왕의 중재를 청했다. 중재에 앞서서 에드워드는 자신을 스코틀랜드의 최고영주(Lord Paramount of Scotland)로 대우해줄것을 요구하였고, 이는 유력한 계승후보자 존 발리올(John Balliol)이나 로버트 브루스 등의 반발을 불러왔지만 결국에는 모두 이를 받아들이게 되었다. 결국 1292년 11월 초 베릭-어폰-트위드(Berwick-upon-Tweed)의 봉건법원은 존 발리올에게 왕위를 계승할 권리를 결정하였다. 이는 17일 에드워드에 의해 공포되었다.
왕위 계승 과정은 겉보기엔 공정하고 정당하였지만, 에드워드는 중재 과정에서 얻은 정치적 특권을 이용하여 존 왕의 입지를 자꾸만 어렵게 하였다. 발리올은 1296년 3월 에드워드와의 약조를 깨고 더 이상 그를 최고영주로 대우하지 않겠다고 선언하였고, 이에 분노한 에드워드는 곧바로 스코틀랜드 국경지대의 버윅-어폰-트위드를 공격했다. 그는 그곳에 거주하고 있는 대부분의 반대세력을 학살했고, 4월에는 로디언(Lothian)의 던바 전투(Battle of Dunbar)에서 스코틀랜드인에게 크게 이겼다. 에드워드는 7월 킨카딘 성(Kincardine Castle)에서 발리올을 퇴위시키고 8월 버윅으로 돌아가 2천여 명의 스코틀랜드 귀족들을 모아놓고 다시금 특권을 부여받았다. 그는 스코틀랜드의 왕권을 상징하는 운명의 돌(Stone of Destiny)을 스콘 궁에서 들고 나와 런던(London)으로 가져가버렸다.

## 군사 경력

### 초기 공적
아이샤이어의 전설에 따르면, 루낙(Lanark) 시장에서 2명의 잉글랜드 병사가 낚시를 하고 있던 월레스에게 시비를 걸었다고 한다. 싸움이 일어났고, 월레스는 두 잉글랜드 병사를 죽였다. 눈먼 해리는 얼바인(Irvine) 강가의 싸움에서 월레스가 5명의 잉글랜드 병사들을 죽였다고도 한다. 곧 월레스에게는 체포령이 내려졌다. 던디(Dundee)에 위치한 성 바울 성당(St. Paul's Cathedral)의 장식판 내용에 따르면 월레스는 그와 그의 가족을 모욕한 던디의 잉글랜드인 지배자의 아들을 죽이는 것으로 그의 독립 전쟁을 시작했다고 한다. 월레스는 던디에서 고등학교를 다녔었고, 한동안 근처 킬스핀디(Kilspindie)에서 성장했다는 추측이 있기 때문에 이 이야기는 조금 사실성의 비중이 있다.
월레스의 1294년부터 1296년까지의 활동을 논하고 있는 문헌은 없지만, 눈먼 해리는 월레스가 아이샤이어의 치안대장이자 그의 삼촌인 로날드 크로포드(Ronald Crawford)의 보호하에 있었다고 한다. 월레스는 삼촌을 믿고 한때 약간의 범죄를 저지르고 다닌듯 하다. 1291년부터 1297년 사이에 월레스는 잉글랜드가 패배한 몇차례의 저항운동에 관여한 것으로 알려져 있다. 월레스와 40인의 동료는 눈먼 해리가 월레스의 아내였다고 하는 레밍턴(Lamington) 출신의 마리아 브레이드풋(Marion Braidfute)의 죽음에 복수하기 위하여 1297년 5월 라낙(Lanark)의 잉글랜드 치안대장 윌리암 헤셀릭(William Heselrig)을 살해하고 그의 사지를 절단하였다. 이어서 그는 아이어(Ayr) 근방 로우던 언덕과 아이샤이어에서의 매복작전을 성공시키고, 스콘의 윌리암 더글라스(William Douglas)와 힘을 합하여 잉글랜드의 법무장관 윌리암 옴스비(William Ormesby)를 패주시켰다. 에버딘(Aberdeen), 퍼스(Perth), 글래스고우(Glasgow), 스콘, 던디, 그리고 이북 지방이 모두 해방되었다. 그러나 7월 스코틀랜드 귀족들이 잉글랜드와 얼바인에서 연대하자 폭동을 일으키고자 했던 시도는 좌절되었다. 8월 월레스는 동료들을 데리고 셀커크 숲(Selkirk Forest)을 떠나 스털링(Stirling)에서 앤드루 모레이(Andrew Moray)와 연합하였다. 모레이는 또다른 저항운동을 시작한 사람으로, 이들은 스털링에서 힘을 합해 잉글랜드와 전쟁을 벌이기로 하였다.
눈먼 해리에 따르면 월레스의 치고 빠지기식 전략에 분노한 에드워드 1세는 1297년 6월 아이어의 농장에 남작회의를 소집하고 문제 해결 방안을 논했다고 한다. 이 회의는 렌프루샤이어에서도 있었다고 하지만 증거는 없다. 결국 잉글랜드는 로날드 크로포드를 교수형에 처했고, 뒤늦게 삼촌을 구하기 위해 달려왔던 월레스는 삼촌의 주검에 분노하여 아이어 지역의 잉글랜드 주둔군을 밤에 기습, 밖에서 문을 걸어 잠그고 불을 질러 모두 죽였다. 월레스는 안전을 위해 셀커크 숲으로 다시 돌아갔고, 삼촌 로날드의 아들 윌리암은 월레스의 저항군에 가담하게 되었다.
월레스의 존재감이 점차 커지면서 존 그레이함(John Graham)은 숲을 떠나 고원지대로 이동할 것을 권했다고 한다. 이동중에 스털링에서 앤드루 모레이와 다시 연합한 월레스는 이 시기부터 게릴라 전술을 벗어나 전면적인 전쟁을 시작하였다.

### 스털링 다리 전투
월레스와 모레이의 연합군은 1297년 9월 11일 스털링 다리 전투(Battle of Stirling Bridge)에서 잉글랜드의 중기병대와 조우하여 숫적 열세에도 불구하고 승리를 거두었다. 슈레이(Surrey)의 백작이 이끄는 정규군 300 기병대와 일만 보병대는 강 복쪽을 건너다가 재앙을 맞았다. 기껏해야 3명이 건널 수 있는 좁은 다리로 인해 한번에 건너갈 수 있는 부대의 수는 제한적이었고, 스코틀랜드인들은 잉글랜드군이 다리를 건너는 중도에 후미를 쳐서 아직 강을 건너지 못한 부대를 격파하고, 재빠르게 강 건너편의 다리를 건넌 부대를 패퇴시켰다.
월레스의 부대장중 한명이 이끈 후미에서의 돌격이 잉글랜드군 일부를 도주하게 만들면서 잉글랜드군은 전방으로 밀려났고, 다리를 건너려는 잉글랜드군들이 밀어닥치면서 무게를 견디지 못한 다리가 붕괴되어 많은 잉글랜드군이 수장되었다. 눈먼 해리는 다리를 무너뜨린 것은 스코틀랜드군 이었다고 한다. 스코틀랜드군은 이 승리로 한껏 사기가 올랐다. 에드워드의 스코틀랜드 재무담당 휴 크레싱햄(Hugh Cressingham)을 비롯한 많은 잉글랜드군이 전투에서 전사하였다. 스코틀랜드군은 크레싱햄의 가죽을 벗겨내고 벨트와 가죽치마를 만들어 전승을 기념하였다. 스코틀랜드에서 잉글랜드군들을 몰아내기 위하여 윌리암 크로포드는 400인의 중기병을 지휘해 패주하는 적을 쫓았다. 그해 겨울 앤드루 모레이는 전장에서 부상이 악화되어 사망하였다. 그러나 그의 삼촌인 보스웰(Bothwell)의 윌리암 모레이(William Moray)는 1300년 11월 버윅에서 기록하길 앤드루 모레이는 왕에 반역을 일으킨 죄로 스털링에서 처형되었다고 하였다.
스털링에서의 대승으로 인하여 월레스와 부대장 존 그레이함, 3번대장 윌리암 크로포드는 로버트 브루스에게서 기사 서훈을 받았다. 또한 월레스는 '스코틀랜드의 수호자이자 부대 지휘관(Guardian of Scotland and Leader of its armies)' 칭호를 받게 되었다.
스털링 전투 이후 6개월간 월레스는 부대를 이끌고 잉글랜드 북부를 침공하였다. 이것은 전에 에드워드가 스코틀랜드 국경지대에서 했던 것을 이제는 스코틀랜드도 할 수 있다는 것을 보여주기 위함이었다고 한다. 에드워드는 분노했지만 이에 굴하지는 않았다.

### 폴커크 전투
1년 후인 1298년 4월 1일, 월레스는 폴커크 전투(Battle of Falkirk)에서 패배하였다. 잉글랜드군은 스코틀랜드 록스버그(Roxburgh)를 침공하여 몇 개의 성을 재점령했지만 월레스를 전장으로 끌어내는데는 실패하였다. 스코틀랜드군은 농지를 불태우며 후퇴하였고, 잉글랜드군 병참담당은 시원스러운 대책을 세우지 못하여 사기는 떨어지고 식량은 부족해졌지만 에드워드는 결국 폴커크에서 월레스를 찾아냈다.
월레스는 창병들을 모아 '스킬트론(schiltron)'이라고 부르는 뾰족한 나무 장대를 꽂아놓은 방벽을 구축했다. 잉글랜드 기병이 돌격하여 스코틀랜드 궁병들을 분쇄하였고 스코틀랜드 기병은 등을 돌리고 달아났다. 이후 에드워드는 비로소 스킬트론을 공격하기 시작하였다. 보병들이 직접 석궁이나 활, 투석기 등으로 스킬트론을 공격했다는 증거는 없고, 아마도 에드워드의 궁병들이 그 작업을 대신했을 것이다.
어찌되었건 스킬트론은 점차 파괴되었고 영국군은 남은 저항군을 유린하기 시작하였다. 스코틀랜드군은 많은 수를 잃었으며 월레스는 겨우 탈출에 성공했지만 그의 명성은 심각하게 손상되었다. 이 전투에서 부대장 존 그레이함이 전사하고 3번대장 윌리암 크로포드가 그의 자리를 대신하게 되었다. 월레스는 퇴각중에 캘런더(Callendar)의 덤불에서 잉글랜드 성당기사단(Templar)의 단장 브라이언 드 제이(Brian de Jay)를 쓰러뜨렸다고 한다.
1298년 9월 월레스는 캐리크(Carrick) 백작 로버트 브루스, 쫓겨난 왕 존 발리올의 사촌동생 베이드녹(Badenoch)의 존 코뮨으로부터 스코틀랜드의 수호자 칭호를 박탈당했다. 스코틀랜드 귀족들의 지지가 없다는 이유에서였다. 브루스는 1302년 월레스를 쫓아내고 에드워드와 만나 화평을 도모하였다.
눈먼 해리에 따르면 1298년 후반 월레스는 윌리암 크로포드와 함께 프랑스 왕 필리프 4세에게 지원을 요청하기 위해 프랑스로 떠났다고 한다. 이들의 배는 중간에 붉은 돛과 노략질로 악명높은 해적 리처드 롱고빌(Richard Longoville the Red Reiver)의 배와 맞닥뜨렸다. 월레스는 크로포드가 배를 지휘하는 동안 숨어있다가 리처드가 배에 오르자 뛰쳐나와 공격하였다고 하며, 이 해적을 사로잡아 프랑스로 데려가서는 필립 4세의 사면을 받도록 해주었다.
월레스는 프랑스의 스코틀랜드인 근위병으로 근무하여 잉글랜드군과의 두 번의 전투에 참가하였다. 이후 그는 스코틀랜드의 처지를 호소하기 위하여 로마로 잠깐의 여행을 떠났다. 1303년 종자 거스리(Squire Guthrie)가 프랑스에 파견되어 월레스의 귀환을 권유하였으며 월레스는 그 해 스코틀랜드로 돌아왔다. 그들은 엘코 숲(Elcho Wood) 근처의 윌리암 크로포드 농장을 되찾기 위해 갔다가 함정에 빠졌다. 월레스를 닮은 사람이 나타났다는 소문에 잉글랜드군은 농장 주변을 포위하였던 것이다. 월레스는 영국군의 주의를 돌리기 위하여 배반자로 추정한 부하를 죽이고 도주하였다.

### 월레스 체포와 처형

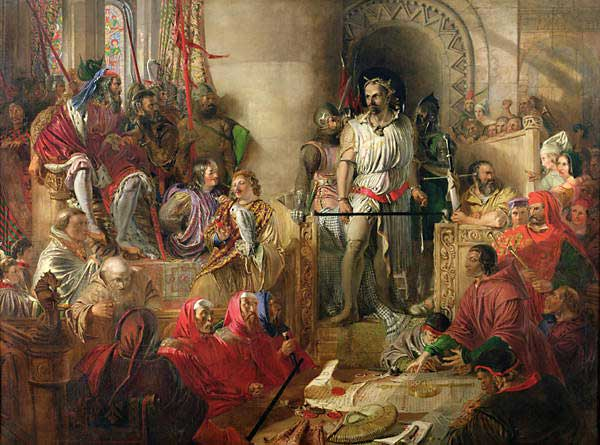
웨스트민스터에서 재판을 받는 월레스.

월레스는 1305년 8월 5일까지 숨어다녔지만 에드워드 밑에 있던 스코틀랜드인 기사 존 드 멘티스(John de Menteith)는 글래스고우 근방의 로브로이스턴(Robroyston)에서 월레스를 잡아 잉글랜드군에게 넘겼다. 월레스는 런던으로 이송되어 웨스트민스터 홀(Westminster Hall)에서 범죄자들의 왕이라는 의미로 나무관을 쓴 채, 양민 학살과 반역죄의 이유로 재판을 받았다. 그는 반역이라는 죄목에 대하여 '나는 한번도 에드워드에게 속하지 않았으므로 그를 반역할 수조차 없다'고 말했다. 자리에 없는 존 발리올이 그의 공식적인 왕이었다. 월레스에겐 유죄가 선고되었다.
1305년 8월 22일 선고 결과에 따라 월레스는 홀에서 끌어내려져 옷이 벗겨진 채 말에 끌려 시내를 돌아 스미스필드 마켓(Smithfield Market)에 도착하였다. 그는 사지를 묶여 네 조각으로 찢어지기 직전까지 당겨졌다가 풀어지고, 거세된 이후에 내장이 도려져 불태워졌다. 이후 머리가 잘리고 몸은 네 조각으로 나뉘었다. 그의 머리는 창끝에 꼽혀 런던 다리에 효수되었고, 머지않아 그의 형제인 존과 사이먼 프레이저(Simon Fraser)의 머리가 함께했다. 그의 갈비뼈는 뉴캐슬(Newcastle), 버윅, 스털링, 애버딘에 각각 나뉘어 전시되었다.
그의 처형지인 스미스필드 옆 성 바르톨로뮤 병원(St. Bartholomew's Hospital)에는 그의 추모비가 남아있다. 스코틀랜드 애국자들과 관광객들은 오늘날도 이곳을 찾아 헌화하고 있다.
월레스가 사용했다고 하는 검은 수년간 덤바튼 성(Dumbarton Castle)에 걸려있었으며 현재는 스털링 근처의 국립 월레스 기념관(Wallace National Monument)에 소장되어 있다.